# Cas causal
El cas causal és un cas gramatical que s'usa per indicar causalitat, origen o motiu, és a dir, per especificar que el nom actua dins de la frase semànticament amb aquests valors. És un cas por freqüent, present en llengües com l'hongarès (terminació -ert) i en basc (-ngatik), que s'abreuja caus. a les declinacions.